# 埃默茨豪森
埃默茨豪森是德国莱茵兰-普法尔茨州的一个市镇。总面积7.07平方公里，总人口707人，其中男性354人，女性353人（2011年12月31日），人口密度100人/平方公里。